# Gutanäs
Gutanäs (estniska: Kudani, estlandssvenskt uttal: gutanes, gudanes) är en by i Nuckö kommun i Läänemaa i västra Estland, 80 km väster om huvudstaden Tallinn. Den hade elva invånare år 2011.
Gutanäs ligger på Nuckö som jämte Ormsö är ett område som traditionellt har varit bebott av estlandssvenskar. Även det svenska namnet på byn är officiellt. 
Gutanäs by gränsar i norr till Östersjön, i nordost till Bysholmsviken (Vööla meri) och byn Harga, i väster till Tällnäs och i söder till Hosby och Sutlepsjön. På byns marker ligger sjön Nåtan (Kudani järv) och den tidigare byn och herrgårdsstället Bysholm (Vööla).